# Matina (kommunhuvudort)
Matina är kommunhuvudort i Costa Rica.   De ligger i provinsen Limón, i den östra delen av landet, 90 km öster om huvudstaden San José. Matina ligger 21 meter över havet och antalet invånare är 2 315.
Terrängen runt Matina är platt. Runt Matina är det ganska tätbefolkat, med 54 invånare per kvadratkilometer. Närmaste större samhälle är Batán, 5,4 km väster om Matina. I omgivningarna runt Matina växer i huvudsak städsegrön lövskog.